# Baduaire (curopalate)
Pour les articles homonymes, voir Baduaire.
Baduaire (en latin Baduarius) ( ? – 576) était un général de l’empire byzantin qui a vécu au VIe siècle.

## Biographie
C’était un général de l’empereur Justin II, petit-fils de Baduaire,  magister militum et dux Scithiae. 
En 565, son beau-père Justin II, à peine installé au pouvoir, le nomma  curopalate . 
L'année suivante, il est nommé magister militum et envoyé par l’empereur au secours des Gépides, dont le royaume avait été envahi par les Lombards.

En 566 ou 567, il sortit vainqueur d’une bataille livrée près de Sirmium. Après cette bataille, Cunimond, roi des Gépides, rompit l’alliance avec les Romains d'Orient qui à leur tour, décidèrent de ne point l’aider quand ces mêmes Gépides furent envahis par les Lombards et les Avars.
Baduaire fut ensuite nommé comes stabuli. Le 6 octobre 573, un litige éclata entre lui et l’empereur Justin II, qui depuis un certain temps présentait des signes de folie, l’insulta et le chassa. Repenti, l’empereur présenta lui-même ses excuses à Baduaire.
En 576, Baduaire fut envoyé pour chasser les Lombards qui, dès 568, avaient envahi l’Italie et l’avaient en partie soumise. Baduaire mourut au cours de la bataille.

## Famille
Baduaire avait épousé Arabie (fille de Justin II) avec qui il eut une fille nommée Firmina.